# Ceylalictus
Ceylalictus is een geslacht van vliesvleugelige insecten van de familie Halictidae.

## Soorten
- C. aldabranus (Cockerell, 1912)
- C. appendiculatus (Cameron, 1903)
- C. borneanus (Blüthgen, 1934)
- C. capverdensis Pesenko, Pauly & LaRoche, 2002
- C. celebensis (Blüthgen, 1935)
- C. cereus (Nurse, 1902)
- C. congoensis Pesenko & Pauly, 2005
- C. dapitanellus (Cockerell, 1915)
- C. desertorum (Blüthgen, 1925)
- C. formosicola Strand, 1913
- C. grandior Pesenko, Pauly & LaRoche, 2002
- C. hainanicus Pesenko & Wu, 1991
- C. halictoides (Blüthgen, 1925)
- C. hedickei (Blüthgen, 1925)
- C. horni (Strand, 1913)
- C. inornatus (Blüthgen, 1935)
- C. karachensis (Cockerell, 1911)
- C. madagassus (Blüthgen, 1934)
- C. malayensis (Blüthgen, 1934)
- C. muiri (Cockerell, 1909)
- C. nanensis (Cockerell, 1929)
- C. obscurus (Friese, 1914)
- C. perditellus (Cockerell, 1905)

- C. petiolatus Pesenko, 1996
- C. punjabensis (Cameron, 1907)
- C. rostratus Pesenko, 1996
- C. seistanicus (Blüthgen, 1934)
- C. sylvestris Pesenko & Pauly, 2001
- C. taprobanae (Cameron, 1897)
- C. tumidus Pesenko, 1996
- C. valdezi (Cockerell, 1915)
- C. variegatus (Olivier, 1789)
- C. warnckei Pesenko, 1983